# 815 a.C.
L'815 a.C. (DCCCXV a.C. in numeri romani) è un anno  del IX secolo a.C.

## Morti
- Jehu, re israelita